# Anders Fröman
Erik Anders Gustaf Fröman, född 7 augusti 1931 i Falu Kristine församling i Kopparbergs län, död 30 december 2011 i Solna församling i Stockholms län, var en svensk försvarsforskare.

## Biografi
Fröman avlade filosofie licentiat-examen vid Uppsala universitet 1961. Han tjänstgjorde 1963–1991 som laborator vid Institutionen för fysik och kärnvapen i Huvudavdelning 2 på Försvarets forskningsanstalt: som detaljchef 1963–1965 och som institutionschef 1965–1991.
Anders Fröman invaldes 1987 som ledamot av Kungliga Krigsvetenskapsakademien.